# Phyllophaga chlaenobiana
Phyllophaga chlaenobiana är en skalbaggsart som beskrevs av Saylor 1936. Phyllophaga chlaenobiana ingår i släktet Phyllophaga och familjen Melolonthidae. Inga underarter finns listade i Catalogue of Life.